# Dioscorea sagittifolia
Dioscorea sagittifolia är en enhjärtbladig växtart som beskrevs av Ferdinand Albin Pax. Dioscorea sagittifolia ingår i släktet Dioscorea och familjen Dioscoreaceae.

## Underarter
Arten delas in i följande underarter:
- D. s. lecardii
- D. s. sagittifolia